# يوم النصر في ميدان التايمز
يوم النصر في ميدان التايمز هي صورة التقطها ألفريد آيزنشتيدت تصور بحارًا بالبحرية الأمريكية يحتضن ويقبل امرأة غريبة عنه  في يوم إعلان النصر على اليابان (v-j day) في ميدان التايمز بمدينة نيويورك في 14 أغسطس 1945. نُشرت الصورة بعد أسبوع في مجلة لايف،من بين العديد من صور الاحتفالات في جميع أنحاء الولايات المتحدة والتي عُرضت في قسم من 12 صفحة بعنوان «احتفالات النصر».